# Blonay – Saint-Légier
Blonay – Saint-Légier je obec na jihozápadě Švýcarska, v okrese Riviera-Pays-d’Enhaut v kantonu Vaud. V roce 2022 zde žilo 12 117 obyvatel.
K 1. lednu 2022 se doposud samostatné obce Blonay a Saint-Légier-La Chiésaz sloučily do nové obce Blonay – Saint-Légier.